# Giorgio Chiavacci
Giorgio Chiavacci (* 3. Juli 1899 in Cecina; † 4. März 1969 ebenda) war ein italienischer Florett-Fechter.

## Werdegang
1924 nahm Chiavacci mit der italienischen Mannschaft an den Fechtwettbewerben der Olympischen Spiele in Paris teil. Die Mannschaft wurde Vierter im Florett, wozu Chiavacci mit zehn Siegen aus 13 Kämpfen beitrug. Chiavacci wurde 1926 bei den Internationalen Fechtmeisterschaften erster Weltmeister im Florettfechten, die Wettbewerbe stellten auch gleichzeitig die Europameisterschaften dar. Bei den Olympischen Spielen 1928 in Amsterdam war der Italiener in guter Form und gewann in der Mannschaftskonkurrenz 20 seiner 22 Florettkämpfe, womit er entscheidend zum Gewinn der Goldmedaille mit der aus Giulio Gaudini, Gioacchino Guaragna, Giorgio Pessina, Ugo Pignotti, Oreste Puliti und Chiavacci bestehenden Mannschaft beitrug. Im Finale verletzte er sich im Kampf gegen den Franzosen Lucien Gaudin am Knie, sodass Chiavacci nicht am Einzelwettbewerb teilnehmen konnte. Im Jahr 1931 wurde er mit der Nationalmannschaft Weltmeister (und ebenso Europameister). Im folgenden Jahr verhinderte eine Augeninfektion seine Teilnahme an den Olympischen Fechtbewerben in Los Angeles.
Chiavacci starb 1969 im Alter von 69 Jahren in seiner Geburtsstadt Cecina in der Toskana.